# Szolnok

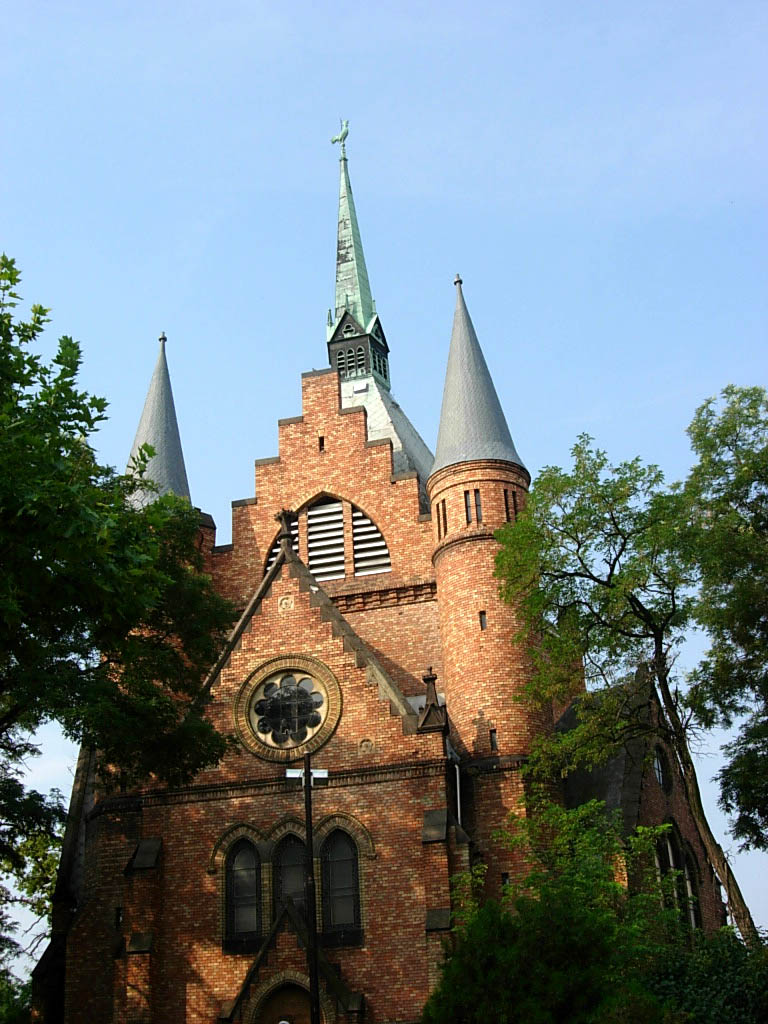
Església calvinista

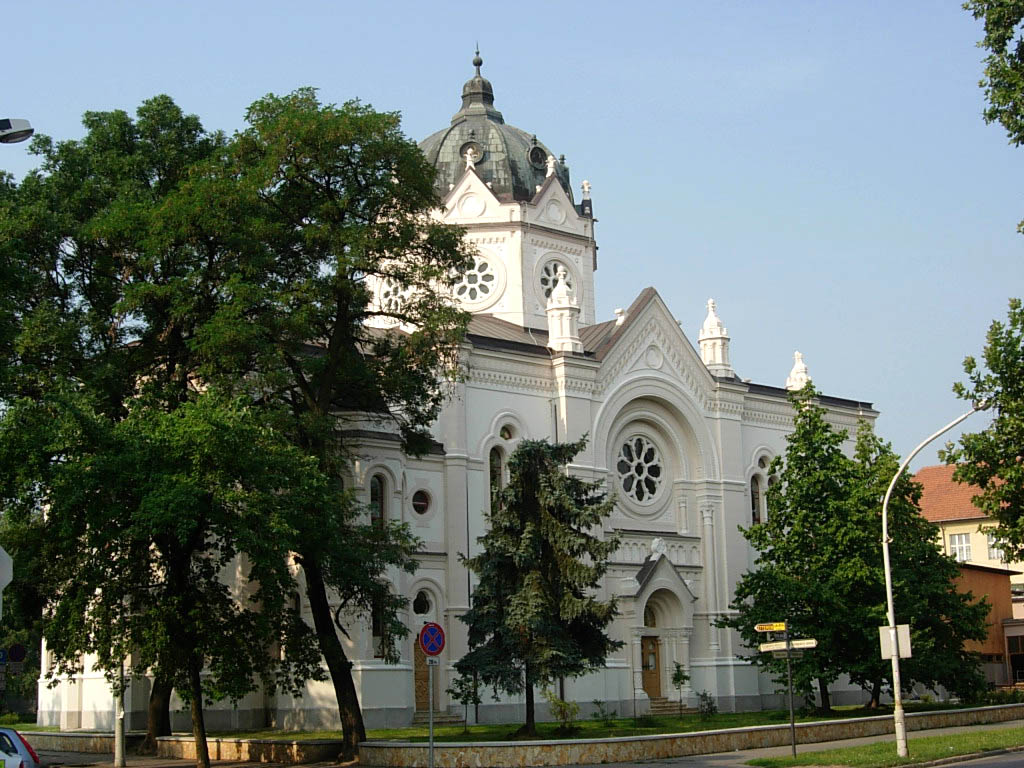
Sinagoga, actualment Galeria de Szolnok)

Szolnok és la capital del comtat de Jász-Nagykun-Szolnok, al centre d'Hongria. Actualment té una població d'uns 75.000 habitants.